# Ely Smith
Ely Smith Jr. (Hanover Township, 17 aprile 1825 – Livingston, 1º  luglio 1911) è stato un politico statunitense, 82° sindaco di New York.